# Matvey Eliseev
Pour les articles homonymes, voir Elisseïev.
Matveï Pavlovitch Eliseev (en russe : Матвей Павлович Елисеев), né le 31 mars 1993 à Moscou, est un biathlète russe.

## Biographie
Matvey Eliseev, membre du club de l'armée CSKA, prend part à sa première compétition internationale à l'occasion des Championnats du monde junior 2014, où il est médaillé de bronze du relais.
En février 2015, il fait ses débuts en Coupe du monde sur l'individuel de Nové Město na Morave qu'il termine à la dix-septième place. 
Il reste cantonné a l'IBU Cup pendant deux saisons, remportant le classement général en 2016.
Il obtient son premier podium en relais lors de l'étape de Pokljuka en décembre 2016, où il réalise également ses premiers tops dix individuels (dont une septième place).
Aux Jeux olympiques d'hiver de 2018, à Pyeongchang, il finit 28e de l'individuel, 83e du sprint et 9e du relais mixte.
Il est médaillé d'argent de la poursuite aux Championnats d'Europe 2019 de Raubichi.
Il est double médaillé de bronze avec le relais masculin russe aux Championnats du monde, en 2019 à Östersund et en 2021 à Pokljuka. Entre-temps, il monte sur son premier podium individuel dans la Coupe du monde en terminant troisième du sprint d'Östersund pour la première étape de la saison 2019-2020, devançé seulement par Johannes Thingnes Bø et Tarjei Bø. Il achève cette saison au quinzième rang mondial.
Il arrête sa carrière en février 2024.
Sa femme est Anna Scherbinina, aussi biathlète de haut niveau.

## Palmarès

### Jeux olympiques
| Édition / Épreuve | Individuel | Sprint | Poursuite | Mass start | Relais | Relais mixte |
| ----------------- | ---------- | ------ | --------- | ---------- | ------ | ------------ |
| Pyeongchang 2018  | 28e        | 83e    | —         | —          | —      | 9e           |

Légende : 
- — : non disputée par Eliseev

### Championnats du monde
| Édition / Épreuve       | Individuel | Sprint | Poursuite | Mass start | Relais                    | Relais mixte | Relais mixte simple |
| ----------------------- | ---------- | ------ | --------- | ---------- | ------------------------- | ------------ | ------------------- |
| Östersund 2019          | —          | 51e    | 35e       | —          | Médaille de bronze, monde | —            | 6e                  |
| Antholz-Anterselva 2020 | —          | 12e    | 55e       | 28e        | 4e                        | 6e           | 7e                  |
| Pokljuka 2021           | 61e        | 19e    | 17e       | 15e        | Médaille de bronze, monde | —            | —                   |

Légende :
- — : non disputée par Eliseev

### Coupe du monde
- Meilleur classement général : 15e en 2020.
- 1 podium individuel : 1 troisième place.
- 6 podiums en relais : 3 deuxièmes places, 3 troisièmes places.

Dernière mise à jour le 5 mars 2021

#### Classements en Coupe du monde
| Saison    | Individuel | Individuel | Sprint | Sprint   | Poursuite | Poursuite | Mass start | Mass start | Général | Général  |
| Saison    | Points     | Position   | Points | Position | Points    | Position  | Points     | Position   | Points  | Position |
| --------- | ---------- | ---------- | ------ | -------- | --------- | --------- | ---------- | ---------- | ------- | -------- |
| 2014-2015 |            |            | 24     | 61e      | 14        | 63e       |            |            | 38      | 68e      |
| 2015-2016 |            |            | -      | nc       | 9         | 69e       |            |            | 9       | 91e      |
| 2016-2017 | -          | nc         | 80     | 37e      | 91        | 36e       | 64         | 28e        | 235     | 35e      |
| 2017-2018 | -          | nc         | 74     | 33e      | 69        | 31e       | 2          | 46e        | 145     | 38e      |
| 2018-2019 | 21         | 47e        | 129    | 25e      | 104       | 25e       | 44         | 30e        | 298     | 29e      |
| 2019-2020 | 37         | 26e        | 230    | 9e       | 59        | 27e       | 96         | 17e        | 422     | 15e      |
| 2020-2021 | 15         | 50e        | 159    | 21e      | 142       | 18e       | 109        | 18e        | 459     | 21e      |
| 2021-2022 | 11         | 47e        | -      | nc       |           |           |            |            | 11      | 87e      |

- nc : non classé

### Championnats d'Europe
| Édition / Épreuve | Individuel                       | Super sprint                     | Sprint                | Poursuite                 | Mass start                       | Relais                           | Relais mixte                     | Relais mixte simple              |
| ----------------- | -------------------------------- | -------------------------------- | --------------------- | ------------------------- | -------------------------------- | -------------------------------- | -------------------------------- | -------------------------------- |
| Otepää 2015       | 17e                              | Épreuve inexistante à cette date | 52e                   | 37e                       | Épreuve inexistante à cette date | —                                | Épreuve inexistante à cette date | Épreuve inexistante à cette date |
| Tioumen 2016      | Épreuve inexistante à cette date | Épreuve inexistante à cette date | 8e                    | 6e                        | 27e                              | Épreuve inexistante à cette date | Médaille d'or, Europe            | —                                |
| Minsk 2019        | 5e                               | Épreuve inexistante à cette date | 11e                   | Médaille d'argent, Europe | Épreuve inexistante à cette date | Épreuve inexistante à cette date | 4e                               | —                                |
| Minsk 2020        | Épreuve inexistante à cette date | 33e                              | Médaille d'or, Europe | 7e                        | Épreuve inexistante à cette date | Épreuve inexistante à cette date | —                                | —                                |

Légende :
- : première place, médaille d'or
- : deuxième place, médaille d'argent
- — : non disputée par Eliseev
- : pas d'épreuve

### Championnats du monde junior
- Médaille de bronze du relais en 2014.

### IBU Cup
- Gagnant du classement général en 2016.
- 14 podiums individuels, dont 6 victoires.